# Eat at Home
Singles de Paul McCartney
Another Day
(1971) Uncle Albert/Admiral Halsey
(1971)
Pistes de Ram
Monkberry Moon Delight Long Haired Lady
Eat at Home est une chanson de Paul McCartney (créditée Paul et Linda McCartney pour des raisons financières) parue sur l'album Ram en mai 1971.
Au mois d'août suivant, elle sort en single en France et en Allemagne, mais ni aux États-Unis, ni au Royaume-Uni. Il s'agit d'un hommage au style de Buddy Holly.

## Interprètes
- Paul McCartney – chant, basse, guitare électrique
- Linda McCartney – chœurs
- David Spinozza – guitare électrique
- Denny Seiwell – batterie